# 索林三世
索林三世（Thorin III Stonehelm）是托爾金小說的虛構人物。
索林三世是丹恩二世·鐵足（Dáin II Ironfoot）之子，都靈部族（Durin's folk）首領的繼承人，是孤山（Erebor）及鐵丘陵（Iron Hills）的統治者。
第三紀元3019年，他的父親丹恩二世·鐵足死於魔戒聖戰（War of the Ring），索林三世登位成為山下國王（King under the Mountain）。索林三世協助重建孤山及河谷鎮（Dale）。他的國度是重聯王國的忠實盟友。
在他的統治時期，葛羅音（Glóin）之子金靂（Gimli）帶領一羣矮人到聖盔谷（Helm's Deep），建立了一個領地，為孤山國王屬下的新聚居地。
索林三世的後裔都靈七世（Durin VII），是不死都靈的最後一個化身，但卻不確定他是否為索林三世的子孫。